# Martyn Poliakoff

Sir Martyn Poliakoff CBE CChem FRS FREng FRSC FIChemE (født 16. december 1947) er en britisk kemiker, der arbejder med fundamental kemi og udvikling af miljøvenlige processer og materialer. Hans forskning har især omhandlet i superkritiske væsker, infrarød spektrometri og lasere. Han er forskningsprofessor i kemi på University of Nottingham. Hans gruppe består af adskillig ansatte, postdoc'er, ph.d. og udenlandske besøgende. Udover at forske på universitetet i Nottingham er han en populær forelæser, og han underviser i flere kurser bl.a. grøn kemi. Han er også kendt for sin rolle i The Periodic Table of Videos.